# Жаб'яча гадюка ромбічна
Жаб'яча гадюка ромбічна (Causus rhombeatus) — отруйна змія з роду Жаб'яча гадюка родини Гадюкові.

## Опис
Загальна довжина сягає 50—80 см, дуже рідко 90 см. Голова середнього розміру, пласка, трикутна. Вона вкрита великими щитками правильної форми. Шийне перехоплення не виражене. Тулуб щільний, але не товстий. Хвіст короткий. Отруйні залози розвинені дуже сильно. Вони мають видовжену форму й розміщуються не тільки у верхній щелепі, а й в передньому відділі тулуба.
Спина забарвлена у світло-бурий колір, іноді з зеленуватим відтінком. На ньому розташовано в один рядок великі темно-бурі плями ромбічно-багатокутної форми. На голові є велика трикутно-серцеподібна пляма. Всі ці плями облямовані темними або рідше білими облямовками. Боки тулуба прикрашені темними косопоперечними рисками.

## Спосіб життя
Полюбляє розріджені ліси, сільськогосподарські землі, селища, тримається поблизу водойм, у вологих низинах й на поливних ділянках. Вдень ховається в укритті або трохи заривається у верхній шар ґрунту. Вночі виходить на полювання. Харчується жабами, ропухами, дрібними гризунами.
Отрута не становить загрози для життю людини.
Це яйцекладна змія. Самиці відкладають 10—12 яєць довжиною 2-3 см.

## Розповсюдження
Мешкає у центральній та західній Африці від Судану на півночі до Намібії й Мозамбіку на півдні, від Сомалі на сході до Сенегалу на заході.